# Monika Schmitz-Emans

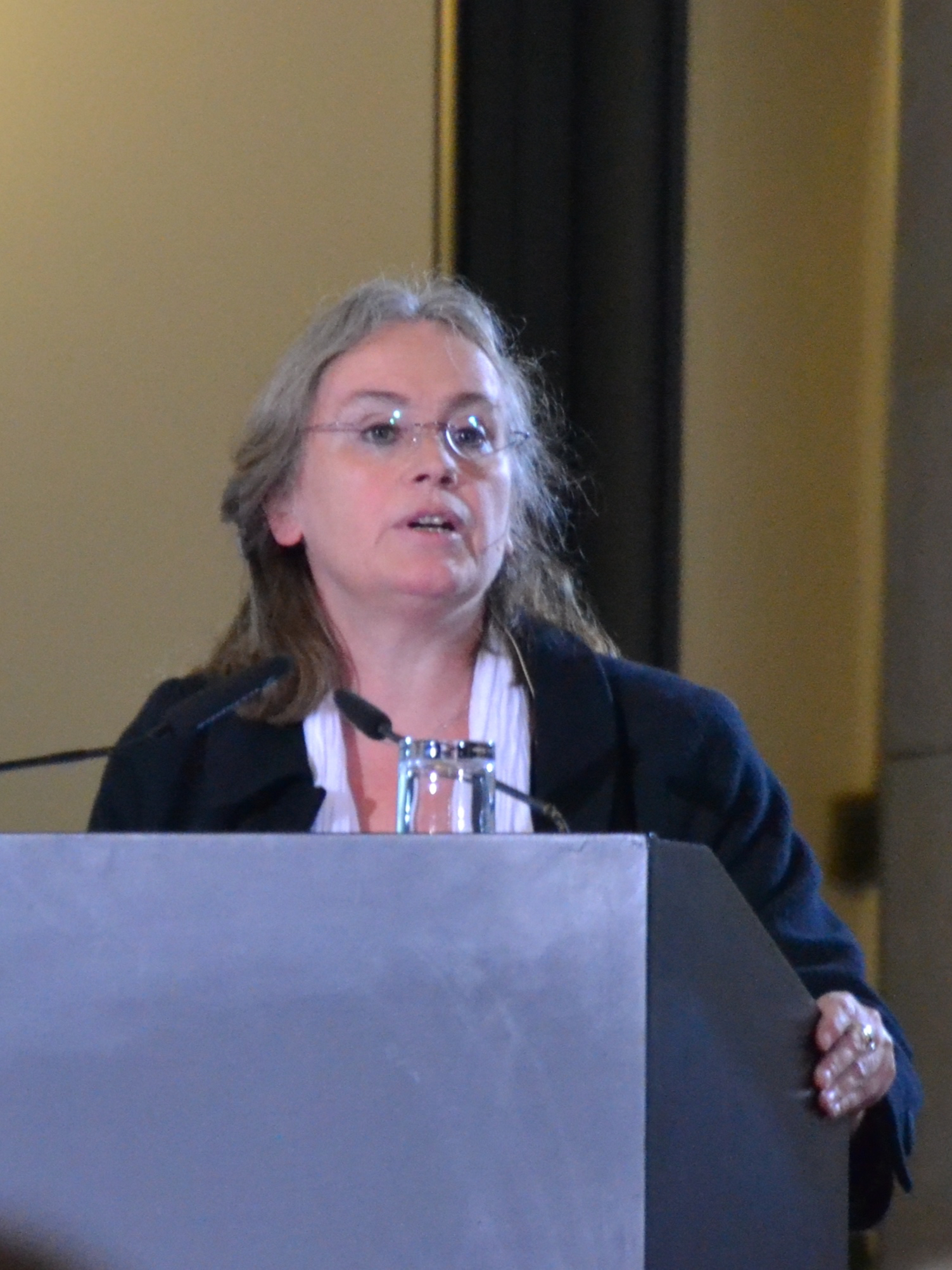
Monika Schmitz-Emans, 2015

Monika Schmitz-Emans (* 1. Juni 1956 in Leverkusen) ist eine deutsche Komparatistin und Literaturwissenschaftlerin.

## Leben
Nach dem Studium der Germanistik, Philosophie, Pädagogik, Italianistik und Kunstwissenschaft und dem Ersten Staatsexamen für die Fächer Deutsch und Philosophie promovierte Schmitz-Emans 1984 bei Beda Allemann in Bonn mit einer Arbeit zum Thema: Schnupftuchsknoten oder Sternbild? Jean Pauls Ansätze zu einer Theorie der Sprache. Ab 1983 arbeitete sie als Wissenschaftliche Mitarbeiterin am Germanistischen Seminar der Rheinischen Friedrich-Wilhelms-Universität Bonn sowie als Lehrbeauftragte an den Universitäten Essen und Jena. 1992 folgte die Habilitation zum Thema Schrift und Abwesenheit. Historische Paradigmen zu einer Poetik der Entzifferung und des Schreibens an der Philosophischen Fakultät der Universität Bonn. Im selben Jahr erfolgte die Berufung auf eine Professur für Europäische Literatur der Neuzeit an der FernUniversität Hagen. 1995 wurde Schmitz-Emans auf den Lehrstuhl für Allgemeine und Vergleichende Literaturwissenschaft an der Ruhr-Universität Bochum berufen.
Gastaufenthalte führten sie unter anderem als Max Kade Distinguished Visiting Professor an die University of Notre Dame (Indiana/USA, 2002) und an die University of Wisconsin–Madison (Wisconsin/USA, 2011).

## Forschungsschwerpunkte
- Themen der Allgemeinen Literaturtheorie und Poetik
- Diverse Autoren der neueren und der Gegenwartsliteratur
- Diverse Autoren des 19. und 20. Jahrhunderts
- Werke und Diskurse der Romantik
- Literatur und andere Künste
- Literatur, Bilder und Visualität
- Literatur und Comics
- Dialoge zwischen Literatur und Philosophie
- Literatur und Wissensdiskurse
- Selbstreferenz und Metaisierung in literarischen Texten
- Literarische Mehrsprachigkeit

## Forschungsprojekte
- Literarische Enzyklopädien, lexikographisches Schreiben und Formen literarischer Mimikry an fachwissenschaftliche Darstellungsformen
- Literatur, Künstlerbücher und Buchgestaltung
- Journalliteratur und Comics
- Autobiographische Alphabete
- Literatur und Photographie
- Zukunftsromane

## Mitgliedschaften und Funktionen sowie Ernennungen
in wissenschaftlichen Gesellschaften
- Deutsche Gesellschaft für Allgemeine und Vergleichende Literaturwissenschaft (DGAVL) – Vorsitzende 1999–2005
- Jean-Paul-Gesellschaft (Vorsitzende 2007–2017); Mitherausgeberin des Jahrbuchs der Jean-Paul-Gesellschaft
- International Comparative Literature Association (ICLA) – Mitglied des Executive Council 2007–2016
- 2005: Academia Europaea[1]
- Nordrhein-Westfälische Akademie der Wissenschaften und der Künste (Düsseldorf)
- Deutscher Hochschulverband (Bonn)

Fellowships
- am Freiburg Institute for Advanced Studies (FRIAS), 2008/09
- am Kolleg BildEvidenz der Freien Universität Berlin
- am Forschungskolleg Morphomata der Universität zu Köln

## Werke
als Autorin (Auswahl)
- Schnupftuchsknoten oder Sternbild. Jean Pauls Ansätze zu einer Theorie der Sprache. Bouvier Verlag, Bonn 1986, ISBN 3-416-01966-0. (zugl. Univ.-Diss. Bonn 1984)
- Spiegelt sich Literatur in der Wirklichkeit? Überlegungen und Thesen zu einer Poetik der Vorahmung. Wallstein Verlag, Darmstadt/Göttingen 1994, ISBN 3-89244-118-9. (= Antwort auf die Preisfrage 1993 der Deutschen Akademie für Sprache und Dichtung, Darmstadt: Spiegelt sich Literatur in der Wirklichkeit?)
- Schrift und Abwesenheit. Historische Paradigmen zu einer Poetik der Entzifferung und des Schreibens. Habilitationsschrift. Wilhelm Fink Verlag, München 1995, ISBN 3-7705-2992-8.
- Die Sprache der modernen Dichtung. Wilhelm Fink Verlag, München 1997, ISBN 3-8252-1963-1.
- Die Literatur, die Bilder und das Unsichtbare. Spielformen literarischer Bildinterpretation vom 18. bis zum 20. Jahrhundert. Königshausen & Neumann, Würzburg 1999, ISBN 3-8260-1573-8.
- Seetiefen und Seelentiefen. Literarische Spiegelungen innerer und äußerer Fremde. Königshausen & Neumann, Würzburg 2003, ISBN 3-8260-2393-5.
- Einführung in die Literatur der Romantik.4. Auflage. Wissenschaftliche Buchgesellschaft, Darmstadt 2016, ISBN 978-3-534-26707-1.
- Fragen nach Kaspar Hauser. Entwürfe des Menschen, der Sprache und der Dichtung. Königshausen & Neumann, Würzburg 2007, ISBN 978-3-8260-3651-4.
- Poetiken der Verwandlung. Studienverlag, Innsbruck / Wien / Bozen 2008, ISBN 978-3-7065-4660-7.
- Franz Kafka. Epoche – Werk – Wirkung. Verlag C.H. Beck, München 2010, ISBN 978-3-406-62229-8.
- Literatur-Comics. Adaptationen und Transformationen der Weltliteratur. Verlag Walter de Gruyter, Berlin/Boston 2012, ISBN 978-3-11-026676-4. (in Zusammenarbeit mit Christian A. Bachmann)
- Enzyklopädische Phantasien. Wissensvermittelnde Darstellungsformen in der Literatur – Fallstudien und Poetiken (= Monika Schmitz-Emans [Hrsg.]: Literatur – Wissen  – Poetik. Band 8). Georg Olms Verlag, Hildesheim / Zürich / New York 2019, ISBN 978-3-487-15640-8 (eingeschränkte Vorschau in der Google-Buchsuche).

als Herausgeberin (Auswahl)
- mit Achim Hölter: Literaturgeschichte und Bildmedien. Synchron-Verlag, Heidelberg 2015, ISBN 978-3-939381-85-3.
- mit Kurt Röttgers: Wolken. Verlag Die blaue Eule, Essen 2015, ISBN 978-3-89924-412-0.
- mit Christian A. Bachmann und Laura Emans: Bewegungsbücher. Spielformen, Poetiken, Konstellationen. Christian A. Bachmann Verlag, Berlin 2016, ISBN 978-3-941030-53-4.
- mit Petra Gehring und Kurt Röttgers: Abgründe. Verlag Die blaue Eule, Essen 2016, ISBN 978-3-89924-442-7.
- mit Stephanie Heimgartner: Komparatistische Perspektiven auf Dantes 'Divina Commedia'. Lektüren, Transformationen und Visualisierungen. Verlag Walter de Gruyter, Berlin/Boston 2017, ISBN 978-3-11-048803-6.
- mit Petra Gehring und Kurt Röttgers: Ketten. Verlag Die blaue Eule, Essen 2017, ISBN 978-3-89924-458-8.
- mit Natalia Bakshi und Dirk Kemper: Komparatistik sprachhomogener Räume. Konzepte, Methoden, Fallstudien. Wilhelm Fink Verlag, Paderborn 2017, ISBN 978-3-7705-6145-2.